# 24 Ore di Le Mans 1987
La 55ª edizione della 24 Ore di Le Mans si è svolta il 13 e 14 giugno 1987 sul Circuit de la Sarthe.
Questa gara è la 5ª manche del Campionato Mondiale Sportprototipi 1987 (WSC - World Sportscar Championship) e vi parteciparono vetture del Gruppo C1, IMSA GTP e Gruppo C2.

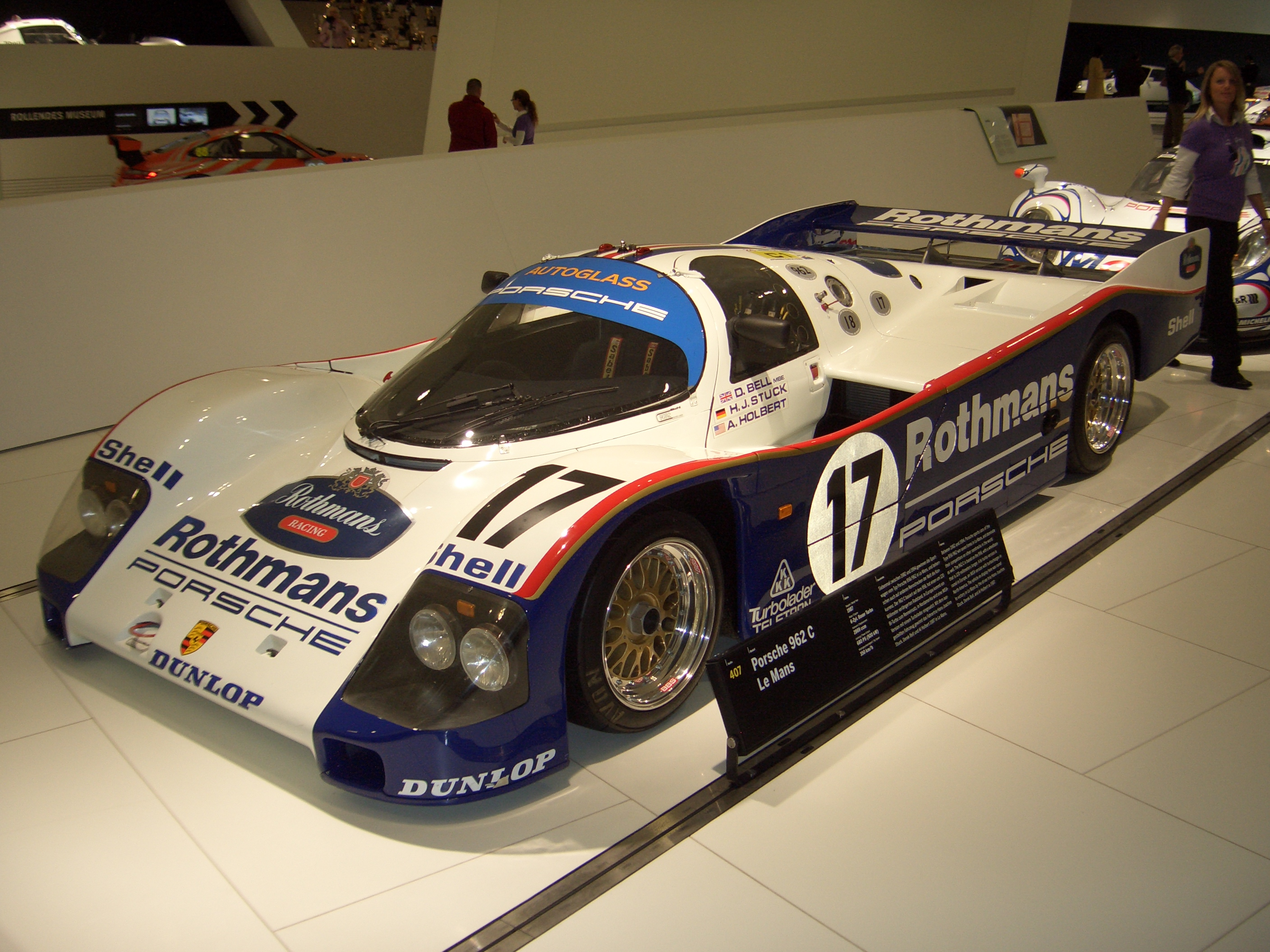
La Porsche 962C #17 vincitrice della gara

## Contesto
Su richiesta della Federazione Motociclistica Internazionale per il Gran Premio motociclistico di Francia, nel 1987 viene realizzata in tempo per la 24 Ore la chicane Dunlop, che riduce la velocità di percorrenza della prima curva del tracciato da circa 260 km/h a 160 km/h e incrementa le dimensioni della via di fuga.
A differenza delle edizioni precedenti, risoltesi in una contesa tra la squadra ufficiale Porsche e le sue squadre clienti, per l'edizione del 1987 si presenta al via un parco vetture più variegato. Prima fra tutte vi è la Jaguar, che con la sua XJR-8 ha colto la vittoria nelle prime quattro gare del mondiale Endurance, disputatesi a Jarama, Jerez, Monza e Silverstone, infliggendo cocenti sconfitte alla rivale tedesca di Stoccarda e usando la 1000 km di Silverstone come banco di prova per la sua XJR-8LM, versione specifica per la gara pi importante dell'anno.

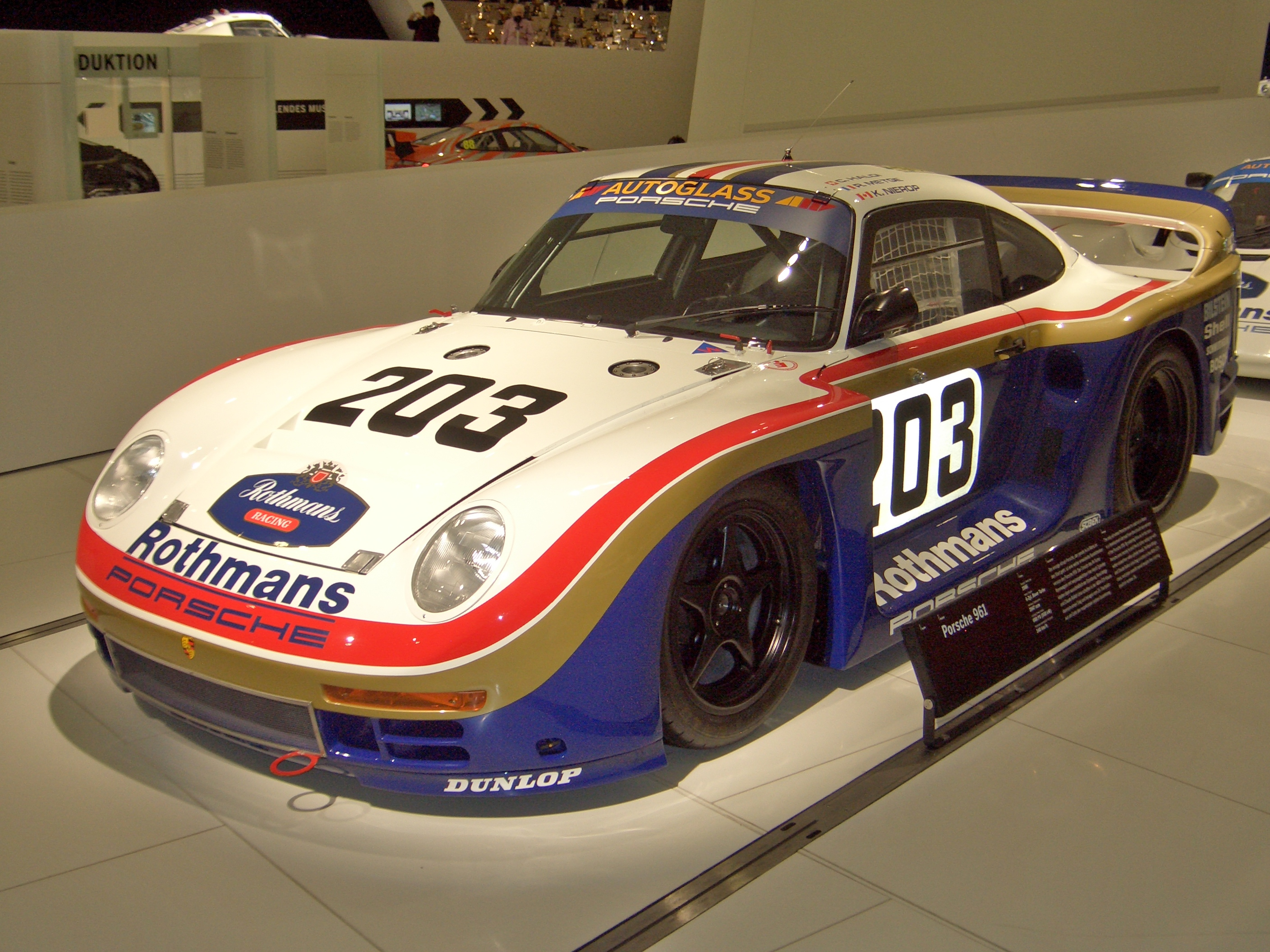
La Porsche 961, dotata di trazione integrale e iscritta nella classe IMSA GTX

Come al solito, tra i pretendenti alla vittoria della gara c'è la squadra ufficiale Porsche, che ha rimarcato la sua competitività già dall'inizio della stagione vincendo sia la 24 Ore di Daytona che la 12 Ore di Sebring, due prestigiosissime gare fuori campionato, con la collaudata 962C. Ma le sconfitte subite mettono pressione alla squadra e a peggiorare le cose ci si mette anche l'incidente occorso sulla pista di collaudo di Weissach una settimana prima della gara, dove Hans Stuck distrugge la vettura destinata a Jochen Mass e Bob Wollek, una dei quattro soli esemplari disponibili per la 24 Ore, e per punizione si ritrova assegnato alla vettura di riserva col suo co-equipier Derek Bell.
Ad affiancare la Casa Madre con le loro 962C ci sono i più affezionati ed esperti team clienti, quali il Joest Racing, il Kremer Racing (entrambi già vincitori sul Circuit de la Sarthe) e il Brun Motorsport: il primo e il secondo con due vetture e il terzo con tre, insieme alla squadra francese Primagaz Compétition, che schiera una 962C e la sua Cougar C20, che monta lo stesso propulsore. Anche il Richar Lloyd Racing è presente con la sua particolare 962C dal telaio "honeycomb" (progettato da Nigel Stroud come quello della precedente 956 del team) e dall'aerodinamica specifica.
Anche le Sauber-Mercedes, reduci dal clamoroso capottamento in velocità del 1985 e dai ritiri per problemi tecnici dell'anno precedente, erano presenti alla Sarthe con due esemplari dalla loro nuova C9 affidati alle coppie Henri Pescarolo/Mike Thackwell e Johnny Dumfries/Chip Ganassi. Il team svizzero aveva incrementato le sue potenzialità anche grazie al maggior supporto tecnico e di personale fornito dai tedeschi.
Iscritte alla gara anche le Toyota 87C del team Tom's, le Nissan R87 ufficiali e le sempre presenti Welter-Meunier, con le due aerodinamicissime WM P86 e WM P87 spinte da motori Peugeot V6 turbo, mentre altri team privati con vetture C1 degli anni precedenti e un nugolo di prototipi di classe C2 (principalmente vetture con telaio Tiga o Spice) riempivano la griglia.
Da notare infine la presenza di tre vetture di classe IMSA GTP: due Mazda 757 ufficiali, dotate di Motore Wankel e la Porsche 961 a trazione integrale, derivata dalla 959 stradale.

## Qualifiche
Durante le qualifiche la squadra ufficiale di Stoccarda perde una delle sue tre vetture quando Price Cobb sbanda sull'olio lasciato in pista da qualche altro concorrente nei pressi di Maison Blanche, finisce sopra il guard rail e ricade giù perdendo molto carburante, che si incendia carbonizzando la macchina, in quanto il pilota sfugge illeso dal rottame senza essere riuscito ad attivare l'estintore di bordo. Dopo questo incidente, Cobb non può far altro che cambiare aria e si aggrega all'equipaggio del team inglese Richard Lloyd Racing, mentre i suoi compagni di vettura vengono spostati dalla Porsche l'uno sulla 962C numero 18 (Vern Schuppan) e l'altro (Keis Nierop) sulla Porsche 961 schierata tra le IMSA GTP.

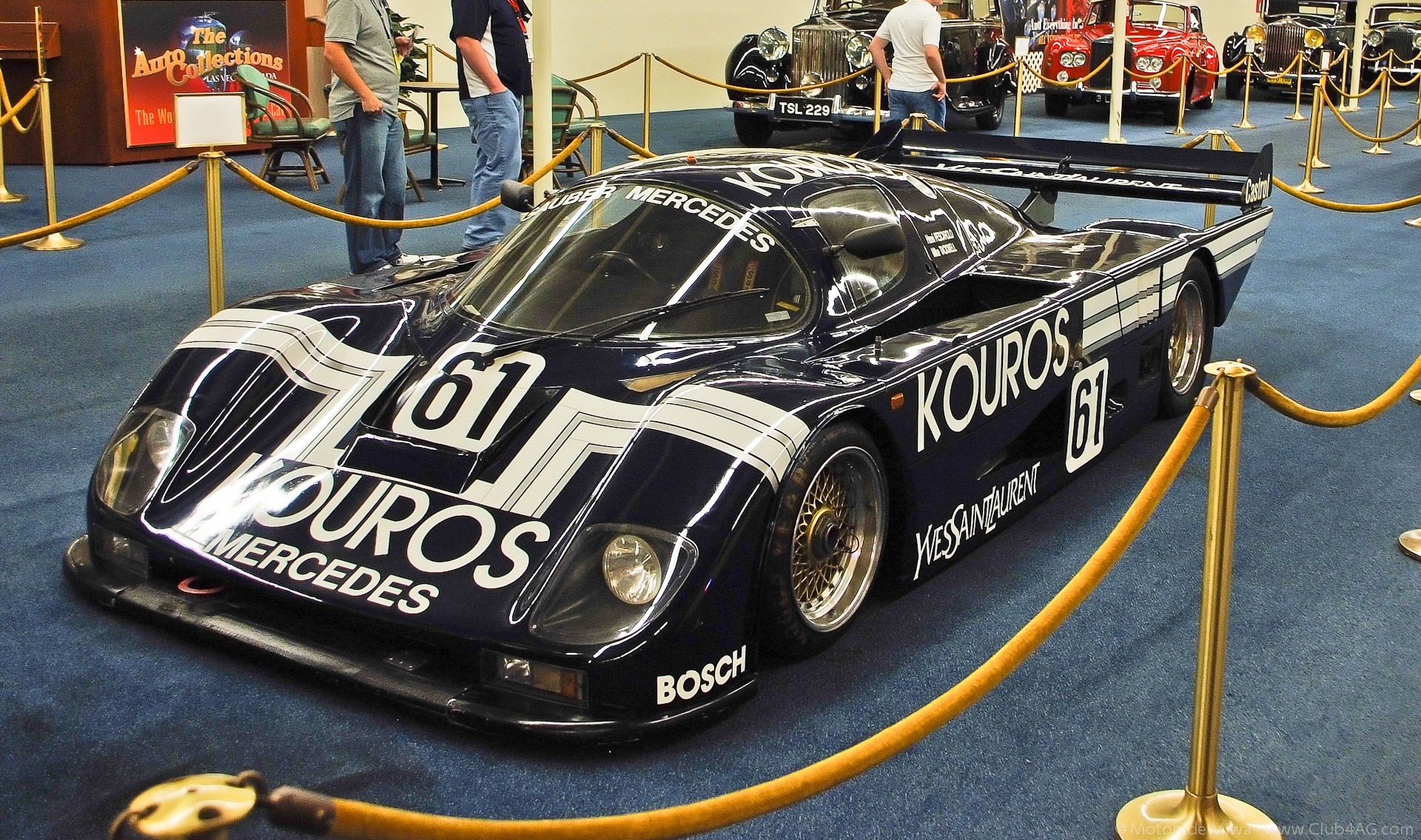
La Sauber C9 di Henri Pescarolo e Mike Thackwell

La pole position fu appannaggio della Porsche 962C ufficiale nº18 di Bob Wollek in 3'21"090, seguiti dai compagni di squadra. Alle spalle della prima fila tutta tedesca vi erano le tre Jaguar XJR-8LM, con le vetture nº4, 6 e 5 nell'ordine, seguite dalla Cougar C20-Porsche di Raphanel/Regout/Courage e dalle Sauber C9-Mercedes, entrambe in quarta fila. Chiudevano la top ten le 962C "clienti" dei team Joest Racing, con van der Merwe/Robinson/Hobbs, e Richard Lloyd Racing (Palmer/Weaver/Cobb/Petit). Entro le prime venti vetture troviamo anche la vecchia WM86 guidata da Raulet/Pessiot/Migault (la più moderna WM87 era al 21º posto), le Toyota e le Nissan ufficiali, con quest'ultima casa che non aveva impressionato favorevolmente.
La sera dopo le ultime qualifiche, avvenne un episodio increscioso: gli organizzatori consegnarono alle squadre il carburante da usare per la gara, ma subito la Porsche ne contestò la qualità nonostante le rassicurazioni dell'ACO. Per sostenere le sue tesi, la casa automobilistica di Stoccarda fece girare in strada una vettura di serie, nello specifico una Porsche 944 Turbo, e tenne sotto controllo i parametri della centralina dell'iniezione elettronica: risultò che il numero di ottano era di 97 anziché 97,8 e questo imponeva alla gestione elettronica del motore di ridurre l'"anticipo di accensione" e di conseguenza il rendimento del propulsore. La Elf si offrì di fornire la necessaria quantità di additivo per correggere il difetto, declinando però ogni responsabilità sugli eventuali danni, ma la Porsche preferì non accettare e ritarò le centraline delle sue sportprototipo e le squadre clienti fecero lo stesso basandosi sulle indicazioni ricevute, allo scopo di evitare rotture ai propulsori, già a rischio di detonazione per poter essere competitivi sul piano dei consumi con le Jaguar, i cui V12 aspirati non pativano particolarmente tale carburante dalla inferiore qualità.

## Gara
La gara ebbe inizio sotto un cielo plumbeo, con la pioggia che aveva appena smesso di cadere dopo aver tormentato intermittentemente il circuito per tutta la settimana precedente, lasciando alle scuderie l'azzardo di quali pneumatici montare e così quelle ufficiali montarono quelle intermedie, per poi passare presto alle slick con l'asciugarsi della pista in un turbinio di cambi nella classifica, che vide al comando fin dal via la vettura detentrice della pole, seguita dalla gemella di Hans Stuck e la Jaguar di Martin Brundle, gli unici in grado di mantenere la posizione nel caos generatosi.
Non passò molto tempo che le conseguenze dell'uso della benzina inadeguata si mostrarono in tutta la loro drammaticità, portando nell'arco della prima mezz'ora di gara al ritiro di entrambe le Porsche 962 del Joest Racing e di una del Kremer Racing e, poco dopo un'ora dal via, della vettura ufficiale di Jochen Mass, tutte e quattro per colpa di pistoni forati a causa della detonazione. Un balletto di accuse si scatenò tra la Porsche e l'ACO, coi team privati che ritenevano che la casa madre li stesse usando come cavie per trovare la giusta taratura della centralina e trovando conforto nelle sibilline parole di Peter Schutz, dirigente di Stoccarda, seguite alla sconfitta del team ufficiale nel 1985: "La Porsche" deve vincere a Le Mans".
Questo lasciava l'unica 962 ufficiale a battersi contro le Jaguar, che viaggiavano regolari, le rimanenti 962 private, la Cougar/Porsche francese e le veloci Sauber C9, con cui Dumfries aveva segnato il giro più veloce, prima di ritirarsi col motore rotto. Il suo compagno di squadra Pescarolo fu vittima di un problema meccanico e dovette mettersi ripararlo lungo la pista, per poi riuscire dopo due ore a riportare la vettura ai box, dove non trovò nessuno ad aspettarlo: avevano dichiarato l'auto "ritirata" e stavano già facendo i bagagli e ci volle tutta la sua autorevolezza per ottenere dall'ACO il permesso di rientrare in gara; a poco valsero i suoi sforzi, perché, dopo essere ripartito verso le 23.00, si ritirò alle 4:36 per lo scoppio di uno pneumatico lungo il rettilineo dell'Hunaudières.
Mentre Pescarolo cercava di rientrare in gara, durante il pomeriggio la 962 ufficiale superstite e le XJR-8LM si scambiavano le posizioni: allo scadere della prima ora la Jaguar nr.4 di Eddie Cheever/Raul Boesel era al comando, alla seconda e alla terza vi era la Porsche che però perdeva margine, inseguita dalle tre vetture inglesi e dalla 962 del Richard Lloyd Racing, tutti nello stesso giro e questo balletto proseguì fin dopo la mezzanotte, coi tedeschi che sfruttavano ogni minima goccia di carburante tra un rifornimento e l'altro, mentre gli inglesi (al comando per tutto il tardo pomeriggio, fino all'imbrunire) si permettevano di giocare al "gatto col topo" in virtù del loro margine di consumo, valutabile intorno al 5%. Questa situazione non lasciava margine di strategia alla Porsche: dovevano spingere al massimo, portandosi al limite di restare a secco lungo il circuito.
L'inevitabile schianto lungo il rettilineo dell'Hunaudières, che quasi ogni anno funestava la corsa, vide protagonista la Jaguar nr.5 di Winston Percy, che intorno alle 02:40 andò a sbattere contro il guard-rail a causa dell'esplosione di uno pneumatico posteriore deterioratosi per il lento sgonfiaggio dovuto ad una foratura, spargendo detriti per quasi 400 metri e lasciando il pilota illeso.

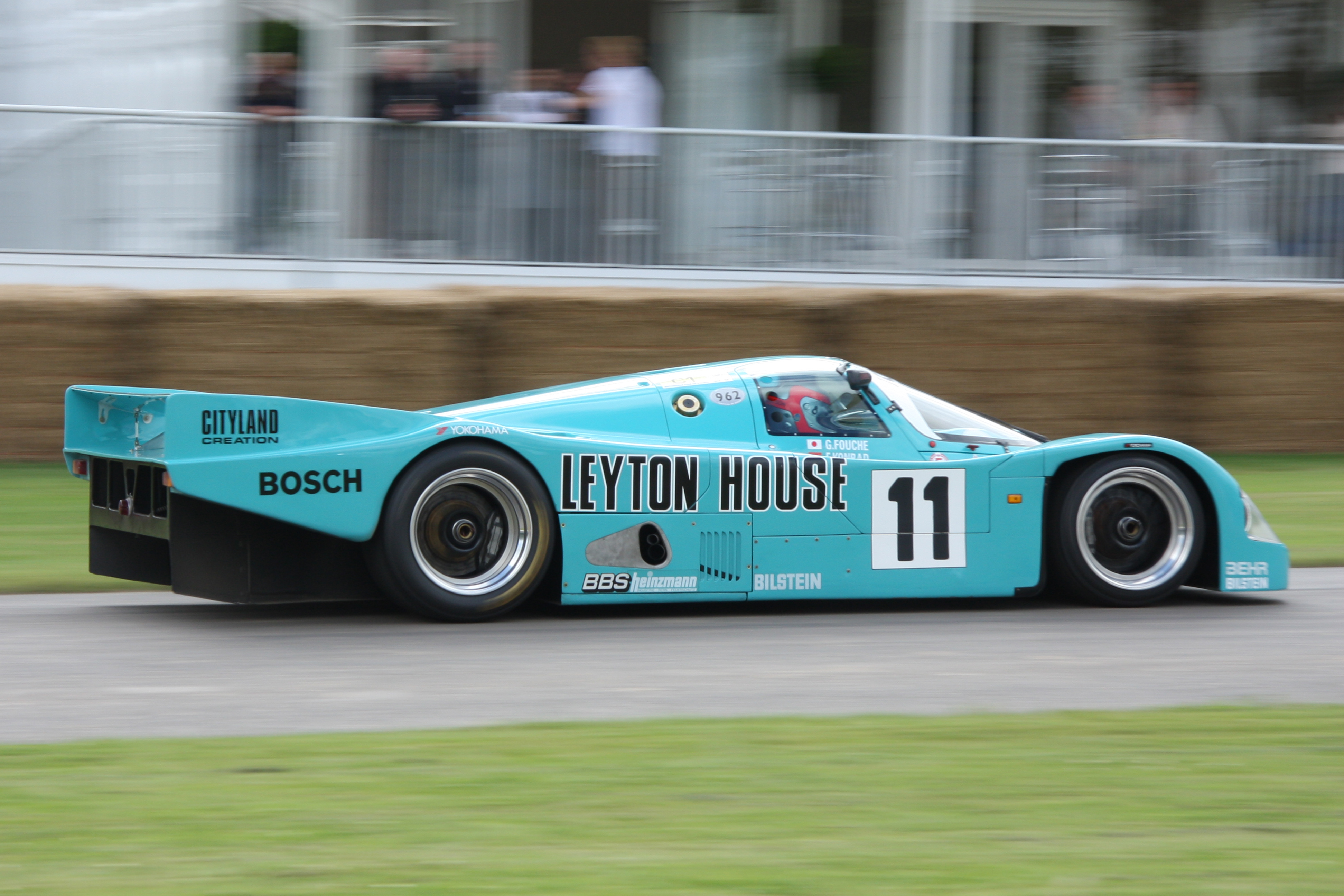
La Porsche 962C superstite del team Kremer Racing

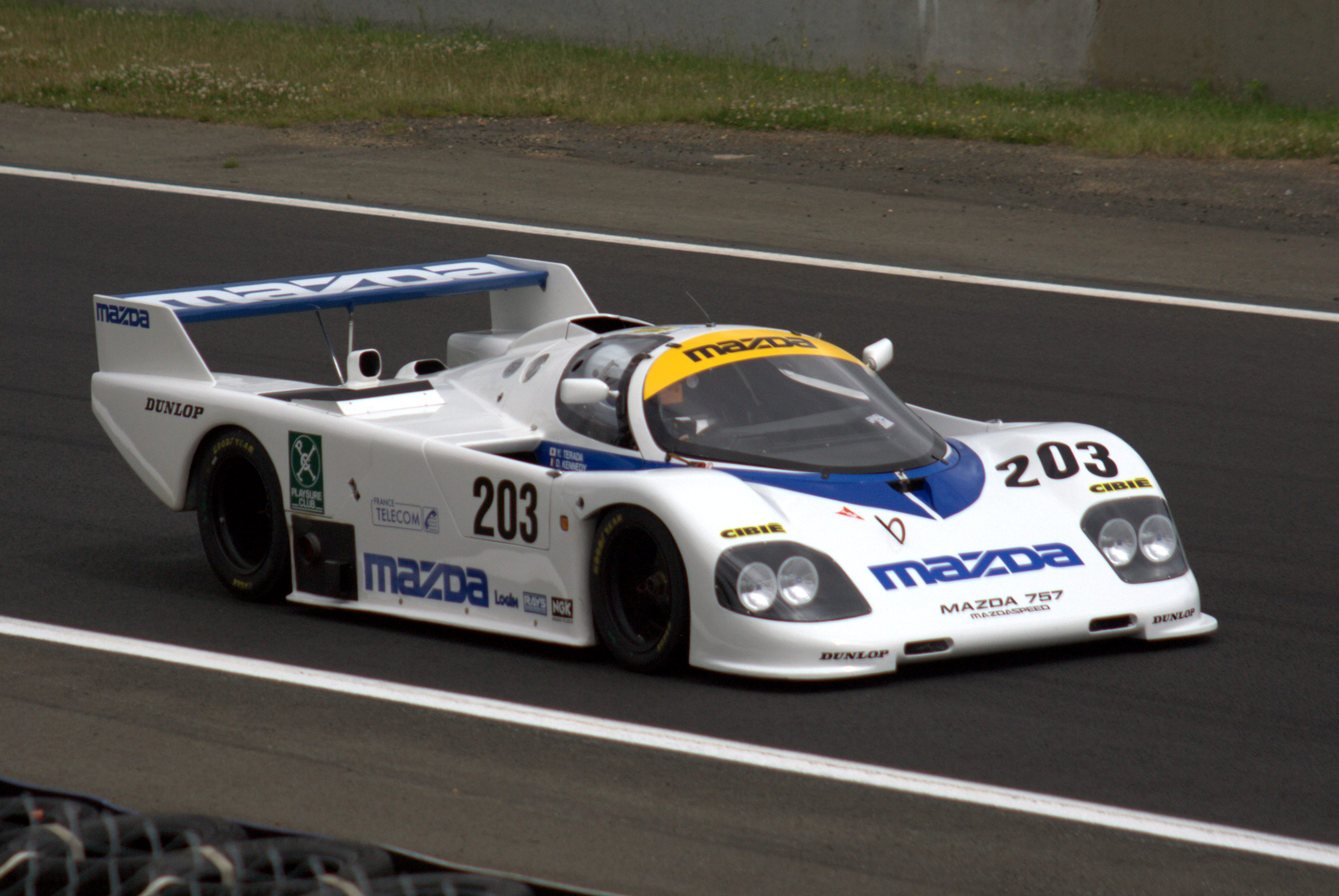
La Mazda 757

Entrò quindi la "safety car" per dar modo ai commissari di pista di ripulire il tracciato, ma lo schianto di Percy ridusse le capacità del team inglese di pressare i tedeschi, in quanto le Jaguar superstiti montarono precautelarmente pneumatici più duri, rallentando così i tempi sul giro e le due ore di gara in regime di neutralizzazione permisero alla Porsche di alleviare il loro timore di non riuscire ad arrivare in fondo alla gara coi 2550 litri permessi dal regolamento.
La gara riprese alle 04:33, con la vettura nr.6 di Martin Brundle e John Nielsen che cercava di recuperare terreno sulla Porsche in testa alla corsa, arrivando verso le 06:00 a portarsi a pochi secondi da essa; ma a questo punto una serie di inconvenienti vanificò gli sforzi: dapprima, verso le 7.00 una sosta cautelativa per sostituire un treno di pneumatici che dava vibrazioni all'avantreno li fece scendere al quinto posto, poi, prima delle otto, la rottura di una delle testate li fece ritirare definitivamente. Ma i guai continuarono a colpire il team inglese: Cheever, sbagliando un cambio di marcia inserì la "retro", spaccando la scatola del cambio sulla XJR-8LM nr.4 e, dopo una prima sosta per una riparazione di fortuna, rimase di nuovo fermo ai box per oltre 40 minuti, rientrando così in gara solo al quinto posto. A sei ore dalla fine nessuno dei concorrenti poteva più impensierire la vettura al comando, a meno di un improbabile errore di guida dei suoi abili ed esperti piloti Bell, Stuck e Holbert, e l'ultimo quarto di gara si trasformò in una parata: vittoria per la squadra ufficiale Porsche, seguita a venti giri di distacco dalla 962 privata della Courage Compétition, che faceva suo anche il gradino più basso del podio con la sua "Cougar C20", mentre la Jaguar otteneva il quinto posto a trenta giri di distacco, preceduta anche dalla 962 del Kremer Racing, piazzandosi davanti alla Spice SE86C ufficiale, sesta assoluta, e alla Mazda 757, settima, entrambe vincitrici delle rispettive categorie.
Dopo la gara, le analisi sugli pneumatici della XJR-8LM di Percy rivelarono che la scelta della Jaguar di usare mescole più dure sulle due vetture ancora in gara era stata un eccesso di cautela.

## Classifica finale
Ecco la classifica ufficiale al termine delle 24 ore di gara
- I vincitori di ciascuna categoria sono evidenziati in grassetto e le vetture che non hanno coperto il 70% della distanza del vincitore sono Non classificate (NC).

| Pos.   | Classe | Nr. | Scuderia                              | Piloti                                                            | Vettura                            | Pneum. | Giri |
| Pos.   | Classe | Nr. | Scuderia                              | Piloti                                                            | Motore                             | Pneum. | Giri |
| ------ | ------ | --- | ------------------------------------- | ----------------------------------------------------------------- | ---------------------------------- | ------ | ---- |
| 1      | C1     | 17  | Rothmans Porsche AG                   | Hans-Joachim Stuck Derek Bell Al Holbert                          | Porsche 962C                       | D      | 355  |
| 1      | C1     | 17  | Rothmans Porsche AG                   | Hans-Joachim Stuck Derek Bell Al Holbert                          | Porsche Type-935 3.0L Turbo Flat-6 | D      | 355  |
| 2      | C1     | 72  | Primagaz Competition                  | Jürgen Lässig Pierre Yver Bernard de Dryver                       | Porsche 962C                       | G      | 335  |
| 2      | C1     | 72  | Primagaz Competition                  | Jürgen Lässig Pierre Yver Bernard de Dryver                       | Porsche Type-935 2.8L Turbo Flat-6 | G      | 335  |
| 3      | C1     | 13  | Primagaz Competition                  | Pierre-Henri Raphanel Yves Courage Hervé Regout                   | Cougar C20                         | M      | 332  |
| 3      | C1     | 13  | Primagaz Competition                  | Pierre-Henri Raphanel Yves Courage Hervé Regout                   | Porsche Type-935 2.8L Turbo Flat-6 | M      | 332  |
| 4      | C1     | 11  | Porsche Kremer Racing                 | George Fouché Franz Konrad Wayne Taylor                           | Porsche 962C                       | Y      | 327  |
| 4      | C1     | 11  | Porsche Kremer Racing                 | George Fouché Franz Konrad Wayne Taylor                           | Porsche Type-935 2.8L Turbo Flat-6 | Y      | 327  |
| 5      | C1     | 4   | Silk Cut Jaguar Tom Walkinshaw Racing | Eddie Cheever Raul Boesel Jan Lammers                             | Jaguar XJR-8LM                     | D      | 325  |
| 5      | C1     | 4   | Silk Cut Jaguar Tom Walkinshaw Racing | Eddie Cheever Raul Boesel Jan Lammers                             | Jaguar 6.9L V12                    | D      | 325  |
| 6      | C2     | 111 | Spice Engineering                     | Gordon Spice Fermín Velez Philippe de Henning                     | Spice SE86C                        | A      | 321  |
| 6      | C2     | 111 | Spice Engineering                     | Gordon Spice Fermín Velez Philippe de Henning                     | Ford Cosworth DFL 3.3L V8          | A      | 321  |
| 7      | GTP    | 202 | Mazdaspeed Co. Ltd.                   | Dave Kennedy Mark Galvin Pierre Dieudonné                         | Mazda 757                          | D      | 319  |
| 7      | GTP    | 202 | Mazdaspeed Co. Ltd.                   | Dave Kennedy Mark Galvin Pierre Dieudonné                         | Mazda 13G 2.0L 3-Rotori            | D      | 319  |
| 8      | C2     | 102 | Ecurie Ecosse                         | David Leslie Ray Mallock Marc Duez                                | Ecosse C286                        | Y      | 308  |
| 8      | C2     | 102 | Ecurie Ecosse                         | David Leslie Ray Mallock Marc Duez                                | Ford Cosworth DFL 3.3L V8          | Y      | 308  |
| 9      | C2     | 121 | Cosmik GP Motorsport                  | Dudley Wood Costas Los Tom Hessert                                | Tiga GC287                         | G      | 275  |
| 9      | C2     | 121 | Cosmik GP Motorsport                  | Dudley Wood Costas Los Tom Hessert                                | Ford Cosworth DFL 3.3L V8          | G      | 275  |
| 10     | C2     | 114 | Team Tiga Ford Denmark                | Thorkild Thyrring John Sheldon Ian Harrower                       | Tiga GC287                         | A      | 272  |
| 10     | C2     | 114 | Team Tiga Ford Denmark                | Thorkild Thyrring John Sheldon Ian Harrower                       | Ford Cosworth DBT-E 2.3L Turbo I4  | A      | 272  |
| 11     | C2     | 177 | Automobiles Louis Descartes           | Jacques Heuclin Dominique Lacaud Louis Descartes                  | ALD 03                             | A      | 270  |
| 11     | C2     | 177 | Automobiles Louis Descartes           | Jacques Heuclin Dominique Lacaud Louis Descartes                  | BMW M88 3.5L I6                    | A      | 270  |
| 12     | C1     | 40  | Graff Racing                          | Jean-Philippe Grand Gaston Rahier Jacques Terrien                 | Rondeau M482                       | G      | 260  |
| 12     | C1     | 40  | Graff Racing                          | Jean-Philippe Grand Gaston Rahier Jacques Terrien                 | Ford Cosworth DFL 3.3L V8          | G      | 260  |
| 13 NC  | C2     | 127 | Chamberlain Engineering               | Nick Adams Graham Duxbury Richard Jones                           | Spice SE86C                        | A      | 240  |
| 13 NC  | C2     | 127 | Chamberlain Engineering               | Nick Adams Graham Duxbury Richard Jones                           | Hart 418T 1.8L Turbo I4            | A      | 240  |
| 14 NC  | C2     | 178 | Automobiles Louis Descartes           | Michel Lateste Gérard Tremblay Sylvain Boulay                     | ALD 02                             | A      | 236  |
| 14 NC  | C2     | 178 | Automobiles Louis Descartes           | Michel Lateste Gérard Tremblay Sylvain Boulay                     | BMW M88 3.5L I6                    | A      | 236  |
| 15 DNF | C2     | 181 | Dune Motorsport                       | Neil Crang Jean Krucker Duncan Bain                               | Tiga GC287                         | A      | 260  |
| 15 DNF | C2     | 181 | Dune Motorsport                       | Neil Crang Jean Krucker Duncan Bain                               | Rover V64V 3.0L V6                 | A      | 260  |
| 16 DNF | C2     | 108 | Roland Bassaler                       | Jean-François Yver Yves Hervalet Hervé Bourjade                   | Sauber SHS C6                      | A      | 257  |
| 16 DNF | C2     | 108 | Roland Bassaler                       | Jean-François Yver Yves Hervalet Hervé Bourjade                   | BMW M88 3.5L I6                    | A      | 257  |
| 17 DNF | C1     | 6   | Silk Cut Jaguar Tom Walkinshaw Racing | Martin Brundle John Nielsen                                       | Jaguar XJR-8LM                     | D      | 231  |
| 17 DNF | C1     | 6   | Silk Cut Jaguar Tom Walkinshaw Racing | Martin Brundle John Nielsen                                       | Jaguar 6.9L V12                    | D      | 231  |
| 18 DNF | C2     | 123 | Charles Ivey Racing                   | John Cooper Tom Dodd-Noble Max Cohen-Olivar                       | Tiga GC287                         | G      | 224  |
| 18 DNF | C2     | 123 | Charles Ivey Racing                   | John Cooper Tom Dodd-Noble Max Cohen-Olivar                       | Porsche Type-935 2.6L Turbo Flat-6 | G      | 224  |
| 19 DNF | C2     | 116 | Luigi Taverna Technoracing            | Luigi Taverna Evan Clements Patrick Trucco                        | Alba AR3                           | A      | 219  |
| 19 DNF | C2     | 116 | Luigi Taverna Technoracing            | Luigi Taverna Evan Clements Patrick Trucco                        | Ford Cosworth DFL 3.3L V8          | A      | 219  |
| 20 DNF | GTX    | 203 | Rothmans Porsche AG                   | René Metge Claude Haldi Kees Nierop                               | Porsche 961                        | D      | 199  |
| 20 DNF | GTX    | 203 | Rothmans Porsche AG                   | René Metge Claude Haldi Kees Nierop                               | Porsche Type-935 2.8L Turbo Flat-6 | D      | 199  |
| 21 DNF | C1     | 23  | Nissan Motorsport                     | Kazuyoshi Hoshino Kenji Takahashi Keiji Matsumoto                 | Nissan R87E                        | B      | 181  |
| 21 DNF | C1     | 23  | Nissan Motorsport                     | Kazuyoshi Hoshino Kenji Takahashi Keiji Matsumoto                 | Nissan VEJ30 3.0L Turbo V8         | B      | 181  |
| 22 DNF | C2     | 103 | John Bartlett Racing                  | Tim Lee-Davey Robin Donovan Raymond Boutinaud                     | Bardon DB1/2                       | A      | 172  |
| 22 DNF | C2     | 103 | John Bartlett Racing                  | Tim Lee-Davey Robin Donovan Raymond Boutinaud                     | Ford Cosworth DFV 3.0L V8          | A      | 172  |
| 23 DNF | C2     | 125 | Vetir Racing Team                     | Jean-Claude Justice Patrick Oudet Bruno Sotty                     | Tiga GC85                          | A      | 164  |
| 23 DNF | C2     | 125 | Vetir Racing Team                     | Jean-Claude Justice Patrick Oudet Bruno Sotty                     | Ford Cosworth DFL 3.3L V8          | A      | 164  |
| 24 DNF | C1     | 5   | Silk Cut Jaguar Tom Walkinshaw Racing | Jan Lammers John Watson Win Percy                                 | Jaguar XJR-8LM                     | D      | 158  |
| 24 DNF | C1     | 5   | Silk Cut Jaguar Tom Walkinshaw Racing | Jan Lammers John Watson Win Percy                                 | Jaguar 6.9L V12                    | D      | 158  |
| 25 DNF | C2     | 198 | Roy Baker Racing                      | David Andrews Mark Peters Mike Allison                            | Tiga GC286                         | A      | 139  |
| 25 DNF | C2     | 198 | Roy Baker Racing                      | David Andrews Mark Peters Mike Allison                            | Ford Cosworth DFL 3.3L V8          | A      | 139  |
| 26 DNF | C2     | 101 | Ecurie Ecosse                         | Mike Wilds Les Delano Andy Petery                                 | Ecosse C286                        | Y      | 135  |
| 26 DNF | C2     | 101 | Ecurie Ecosse                         | Mike Wilds Les Delano Andy Petery                                 | Ford Cosworth DFL 3.3L V8          | Y      | 135  |
| 27 DNF | C1     | 61  | Sauber                                | Mike Thackwell Henri Pescarolo Hideki Okada                       | Sauber C9                          | M      | 123  |
| 27 DNF | C1     | 61  | Sauber                                | Mike Thackwell Henri Pescarolo Hideki Okada                       | Mercedes-Benz M117 5.0L Turbo V8   | M      | 123  |
| 28 DNF | C1     | 3   | Brun Motorsport                       | Bill Adam Richard Spenard Scott Goodyear                          | Porsche 962C                       | M      | 120  |
| 28 DNF | C1     | 3   | Brun Motorsport                       | Bill Adam Richard Spenard Scott Goodyear                          | Porsche Type-935 2.8L Turbo Flat-6 | M      | 120  |
| 29 DNF | C1     | 32  | Nissan Motorsport                     | Masahiro Hasemi Takao Wada Aguri Suzuki                           | Nissan 87E                         | D      | 117  |
| 29 DNF | C1     | 32  | Nissan Motorsport                     | Masahiro Hasemi Takao Wada Aguri Suzuki                           | Nissan VEJ30 3.0L Turbo V8         | D      | 117  |
| 30 DNF | C1     | 15  | Liqui Moly Equipe                     | Jonathan Palmer James Weaver Price Cobb                           | Porsche 962C GTi                   | G      | 112  |
| 30 DNF | C1     | 15  | Liqui Moly Equipe                     | Jonathan Palmer James Weaver Price Cobb                           | Porsche Type-935 2.8L Turbo Flat-6 | G      | 112  |
| 31 DNF | C1     | 1   | Brun Motorsport                       | Michel Trollé Paul Belmondo Pierre de Thoisy                      | Porsche 962C                       | M      | 88   |
| 31 DNF | C1     | 1   | Brun Motorsport                       | Michel Trollé Paul Belmondo Pierre de Thoisy                      | Porsche Type-935 2.8L Turbo Flat-6 | M      | 88   |
| 32 DNF | C1     | 29  | Italya Sports                         | Anders Olofsson Alain Ferté Patrick Gonin                         | Nissan R86V                        | Y      | 86   |
| 32 DNF | C1     | 29  | Italya Sports                         | Anders Olofsson Alain Ferté Patrick Gonin                         | Nissan VG30ET 3.0L Turbo V6        | Y      | 86   |
| 33 DNF | C1     | 2   | Brun Motorsport                       | Oscar Larrauri Jésus Pareja Uwe Schäfer                           | Porsche 962C                       | M      | 40   |
| 33 DNF | C1     | 2   | Brun Motorsport                       | Oscar Larrauri Jésus Pareja Uwe Schäfer                           | Porsche Type-935 2.8L Turbo Flat-6 | M      | 40   |
| 34 DNF | C1     | 37  | Toyota Team Tom's                     | Tiff Needell Masanori Sekiya Kaoru Hoshino                        | Toyota 87C-L                       | B      | 39   |
| 34 DNF | C1     | 37  | Toyota Team Tom's                     | Tiff Needell Masanori Sekiya Kaoru Hoshino                        | Toyota 3S-GTM 2.1L Turbo I4        | B      | 39   |
| 35 DNF | C1     | 62  | Sauber                                | Chip Ganassi Johnny Dumfries Mike Thackwell                       | Sauber C9                          | M      | 37   |
| 35 DNF | C1     | 62  | Sauber                                | Chip Ganassi Johnny Dumfries Mike Thackwell                       | Mercedes-Benz M117 5.0L Turbo V8   | M      | 37   |
| 36 DNF | GTP    | 201 | Mazdaspeed Co. Ltd.                   | Yoshimi Katayama Yojiro Terada Takashi Yorino                     | Mazda 757                          | D      | 34   |
| 36 DNF | GTP    | 201 | Mazdaspeed Co. Ltd.                   | Yoshimi Katayama Yojiro Terada Takashi Yorino                     | Mazda 13G 2.0L 3-Rotori            | D      | 34   |
| 37 DNF | C1     | 36  | Toyota Team Tom's                     | Alan Jones Geoff Lees Eje Elgh                                    | Toyota 87C-L                       | B      | 19   |
| 37 DNF | C1     | 36  | Toyota Team Tom's                     | Alan Jones Geoff Lees Eje Elgh                                    | Toyota 3S-GTM 2.1L Turbo I4        | B      | 19   |
| 38 DNF | C2     | 113 | José Thibault                         | José Thibault André Heinrich                                      | Chevron B36                        | A      | 18   |
| 38 DNF | C2     | 113 | José Thibault                         | José Thibault André Heinrich                                      | Talbot PRV 3.0L V6                 | A      | 18   |
| 39 DNF | C1     | 18  | Rothmans Porsche AG                   | Bob Wollek Jochen Mass Vern Schuppan                              | Porsche 962C                       | D      | 16   |
| 39 DNF | C1     | 18  | Rothmans Porsche AG                   | Bob Wollek Jochen Mass Vern Schuppan                              | Porsche Type-935 3.0L Turbo Flat-6 | D      | 16   |
| 40 DNF | C1     | 51  | WM Secateva                           | Jean-Daniel Raulet François Migault Pascal Pessiot                | WM P86                             | M      | 14   |
| 40 DNF | C1     | 51  | WM Secateva                           | Jean-Daniel Raulet François Migault Pascal Pessiot                | Peugeot PRV 2.8L Turbo V6          | M      | 14   |
| 41 DNF | C1     | 52  | WM Secateva                           | Roger Dorchy Philippe Gache Dominique Delestre                    | WM P87                             | M      | 13   |
| 41 DNF | C1     | 52  | WM Secateva                           | Roger Dorchy Philippe Gache Dominique Delestre                    | Peugeot PRV 2.8L Turbo V6          | M      | 13   |
| 42 DNF | C2     | 118 | Olindo Iaccobelli                     | Olindo Iaccobelli Jean-Louis Ricci Georges Tessier                | Royale RP40                        | M      | 13   |
| 42 DNF | C2     | 118 | Olindo Iaccobelli                     | Olindo Iaccobelli Jean-Louis Ricci Georges Tessier                | Ford Cosworth DFL 3.3L V8          | M      | 13   |
| 43 DNF | C2     | 200 | Dahm Cars Racing Team                 | Peter Fritsch Teddy Pilette Jean-Paul Libert                      | Argo JM19                          | G      | 12   |
| 43 DNF | C2     | 200 | Dahm Cars Racing Team                 | Peter Fritsch Teddy Pilette Jean-Paul Libert                      | Porsche Type-930 3.2L Turbo Flat-6 | G      | 12   |
| 44 DNF | C1     | 8   | Joest Racing                          | Frank Jelinski Stanley Dickens Hurley Haywood Sarel van der Merwe | Porsche 962C                       | G      | 7    |
| 44 DNF | C1     | 8   | Joest Racing                          | Frank Jelinski Stanley Dickens Hurley Haywood Sarel van der Merwe | Porsche Type-935 2.8L Turbo Flat-6 | G      | 7    |
| 45 DNF | C1     | 10  | Porsche Kremer Racing                 | Kris Nissen Volker Weidler Kunimitsu Takahashi                    | Porsche 962C                       | Y      | 6    |
| 45 DNF | C1     | 10  | Porsche Kremer Racing                 | Kris Nissen Volker Weidler Kunimitsu Takahashi                    | Porsche Type-935 2.8L Turbo Flat-6 | Y      | 6    |
| 46 DNF | C2     | 117 | Team Lucky Strike Schanche            | Martin Schanche Will Hoy Robin Smith                              | Argo JM19B                         | G      | 5    |
| 46 DNF | C2     | 117 | Team Lucky Strike Schanche            | Martin Schanche Will Hoy Robin Smith                              | Zakspeed 1.8L Turbo I4             | G      | 5    |
| 47 DNF | C1     | 7   | Joest Racing                          | Sarel van der Merwe David Hobbs Chip Robinson                     | Porsche 962C                       | G      | 4    |
| 47 DNF | C1     | 7   | Joest Racing                          | Sarel van der Merwe David Hobbs Chip Robinson                     | Porsche Type-935 2.8L Turbo Flat-6 | G      | 4    |
| 48 DNF | C1     | 42  | Noël del Bello                        | Pierre-Alain Lombardi Gilles Lempereur Jacques Guillot            | Sauber C8                          | G      | 4    |
| 48 DNF | C1     | 42  | Noël del Bello                        | Pierre-Alain Lombardi Gilles Lempereur Jacques Guillot            | Mercedes-Benz M117 5.0L Turbo V8   | G      | 4    |
| DNS    | C1     | 19  | Rothmans Porsche AG                   | Kees Nierop Price Cobb Vern Schuppan                              | Porsche 962C                       | D      | -    |
| DNS    | C1     | 19  | Rothmans Porsche AG                   | Kees Nierop Price Cobb Vern Schuppan                              | Porsche Type-935 3.0L Turbo Flat-6 | D      | -    |
| DNQ    | C2     | 171 | CEE Sport Racing                      | Slim Borgudd Tryggve Gronvall Andrew Ratcliffe                    | Tiga GC286                         | A      | -    |
| DNQ    | C2     | 171 | CEE Sport Racing                      | Slim Borgudd Tryggve Gronvall Andrew Ratcliffe                    | Volvo 2.3L Turbo I4                | A      | -    |

Legenda:
- Rit.=Ritirato